# Музей Лесі Українки (Київ)
Музей Ле́сі Украї́нки в Києві — один з музеїв Українського Парнасу, відкритий 1962 року. Розташований у будинку № 97 по вулиці Саксаганського, у якому мешкала письменниця Леся Українка в різні часи, у проміжку від 1890 до 1910 року.
Музей розміщений у десятьох кімнатах будинку. На підвальному поверсі — колишній кухні — нині гардероб.
Експозиція розташована на двох поверхах: на верхньому представлені світлини та матеріали про життя й творчість Лесі Українки, членів родини і близьких Лесі Українці людей, рукописи, перші видання творів, особисті речі.
На першому поверсі в п'яти кімнатах за спогадами сестри письменниці Ізідори відтворено інтер'єр квартири родини Косачів: їдальні, вітальні, кімнати брата Миколи Косача, кімнати самої Лесі Українки та кімнати її матері Олени Пчілки. У цих покоях виставлено зразки вишивок, які збирала Олена Косач, срібний посуд чоловіка Лесі — Климента Квітки, привезену з подорожі Лесею Українкою сувенірну вазочку.